# Gare de Lutzelhouse
Gare de Mullerhof – przystanek kolejowy położony na granicy Muhlbach-sur-Bruche i Lutzelhouse, w departamencie Dolny Ren, w regionie Grand Est, we Francji. Jest zarządzany przez SNCF.

## Położenie
Znajduje się na linii Strasburg – Saint-Dié, na km 35,076, między stacjami Mullerhoff i Wisches, na wysokości 255 m n.p.m..

## Historia
Stację otwarto 15 października 1877 przez Direction générale impériale des chemins de fer d’Alsace-Lorraine, kiedy otwarto odcinek linii z Mutzig do Rothau.

## Linie kolejowe
- Strasburg – Saint-Dié